# Geminiprogramma

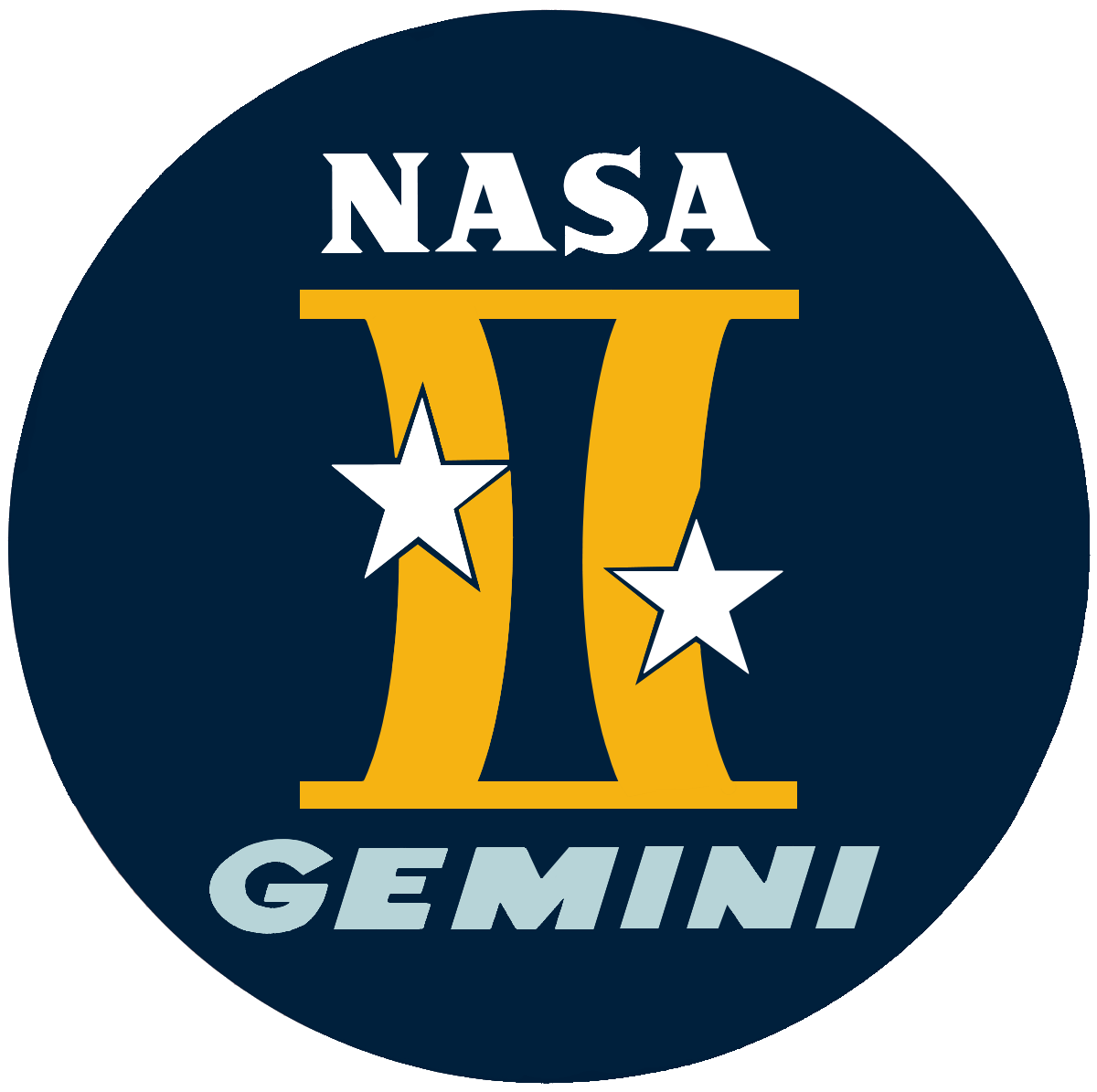
Het NASA-embleem van het Gemini-programma.

Het Geminiprogramma was een Amerikaans ruimtevaartprogramma, waarin tussen 1964 en 1966 in totaal twee onbemande (Gemini 1 en 2) en tien bemande (Gemini 3 tot en met 12) ruimtevluchten werden uitgevoerd. De Gemini-capsule bood plaats aan twee astronauten die oefenden met ruimtekoppelingen, ruimtewandelingen en andere manoeuvres die dienden ter voorbereiding van het Apolloprogramma.

## Reden project

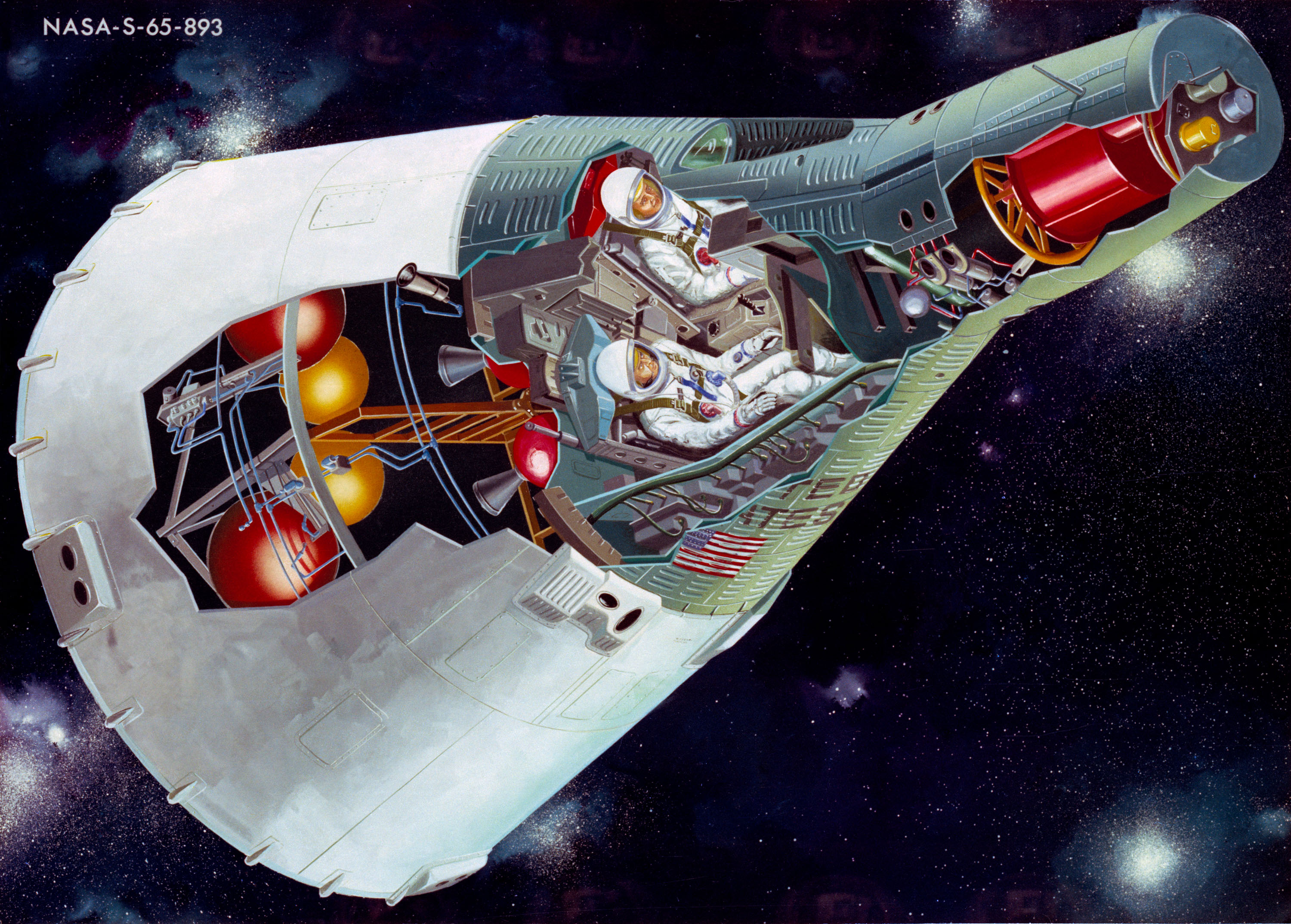
Een opengewerkte tekening van de Gemini.

### Ontstaansgrond vanGemini
Het Gemini-project diende als overbrugging tussen Mercury-vluchten en het Apolloprogramma. Het was voornamelijk bedoeld om nieuwe uitrusting en procedures te beproeven als training voor astronauten en vluchtleiding. Deze voorbereidingen op een maanvlucht vonden plaats in een baan om de Aarde, zodat men in noodgevallen snel huiswaarts kon keren. David Scott en Neil Armstrong dankten er hun leven aan, toen hun Gemini 8 in onoplosbare technische problemen kwam. 
Sommige vluchten hadden met opzet een langere duur dan een maanvlucht om zowel bemanning als vaartuig uit te testen. Bovendien moesten astronauten de noodzakelijke ervaring opdoen met koppelprocedures en ruimtewandelingen. Daarnaast was van belang dat ze hun terugkeer in de atmosfeer konden sturen en op een vooraf bepaalde plek terechtkwamen. Tevens was tijdens een maanvlucht zeer belangrijk dat men in de correcte baan zat; ook dit werd eerst in een aardbaan beproefd. 
De kortste vlucht duurde vijf uur, de langste bijna twee weken. Naast tien bemande capsules vonden twee testlanceringen plaats en schoot NASA zeven doelraketten omhoog, die als richtpunt dienden voor rendez-vous en koppeling.

### Keuze voor bestaand of nieuw concept?
Vanaf 5 april 1960 onderzocht NASA de mogelijkheid om een Mercury zodanig te wijzigen, dat een gecontroleerde terugkeer mogelijk werd. Aanvankelijk heette het Mercury Mark II, maar dat werd op 3 januari 1962 gewijzigd in Gemini. In 1961 wist NASA wat ze wilde bereiken met zowel Gemini als Apollo en op 19 september 1961 maakte de ruimtevaartorganisatie de locatie bekend, van waaruit toekomstige ruimtevluchten zouden worden geleid. De keus viel op Texas, op een locatie nabij Houston.
Op 11 juli 1962 hakte NASA een andere belangrijke knoop door. Een maanlanding zou plaatsvinden door middel van (ont)koppeling vanuit een maanbaan. De langste Mercury-vlucht duurde slechts anderhalve dag, maar een maanvlucht vergde minstens een week. Het was van groot belang om er tijdig achter te komen of lichamelijke problemen de kop opstaken tijdens zo'n lange vlucht: bij problemen tijdens een maanvlucht is het immers onmogelijk om even snel om te draaien om terug te vliegen naar de Aarde. Wandelen op de maan betekende de betrekkelijke veiligheid van het ruimteschip verlaten, vergelijkbaar met een ruimtewandeling. Op dit punt liep NASA tegen de grootste problemen op, want alleen tijdens Gemini 12 verliep de ruimtewandeling zonder problemen.

### Sovjet-Unie toont interesse

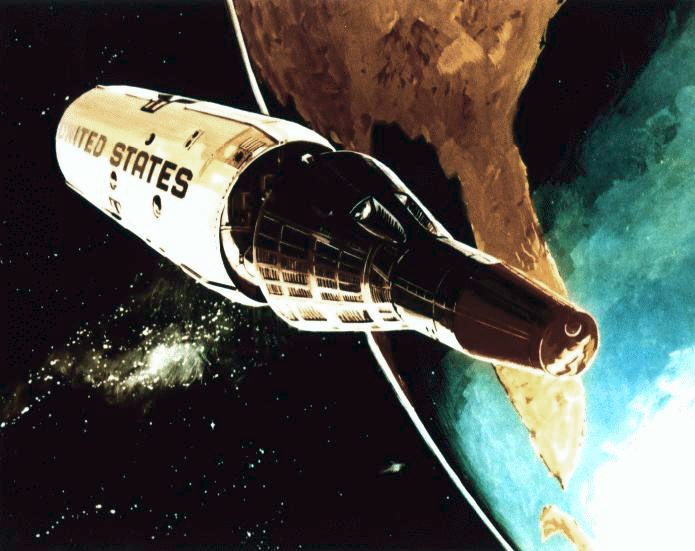
Concept van B/MOL: een (gewijzigde) Geminicapsule maakt zich los van het station.

De Amerikaanse luchtmacht toonde tevens grote interesse in Gemini. Hoewel bemande ruimtevaart in de VS aan NASA was voorbehouden, startte de luchtmacht haar eigen Gemini B/MOL-programma. Dit bestond uit een gewijzigde Gemini-capsule die als pendel fungeerde naar het MOL-ruimtestation. NASA onderzocht voor Gemini een landing met een paraglidervleugel in plaats van parachutes, maar overtuigende resultaten tijdens proeven bleven uit. Toen NASA dit idee liet varen, stopte de luchtmacht er eveneens mee. Het concept zag er weliswaar veelbelovend uit, maar niet noodzakelijk. Bovendien ontbrak het de luchtmacht aan fondsen voor verdere uitwerking. Daarnaast ging het gebukt onder de kritiek, dat het toekomstige Skylab een apart en daardoor onnodig duur ruimtestation overbodig maakte.
Het idee trok echter de aandacht van hun tegenstander in de Koude Oorlog. De Sovjet-Unie bleek zeer geïnteresseerd in het concept, zodat het enige jaren later alsnog het levenslicht zag. Hun Sojoez-ruimteschip zou dienen als pendel naar de Saljoet-ruimtestations.

## Nieuwe lichting astronauten

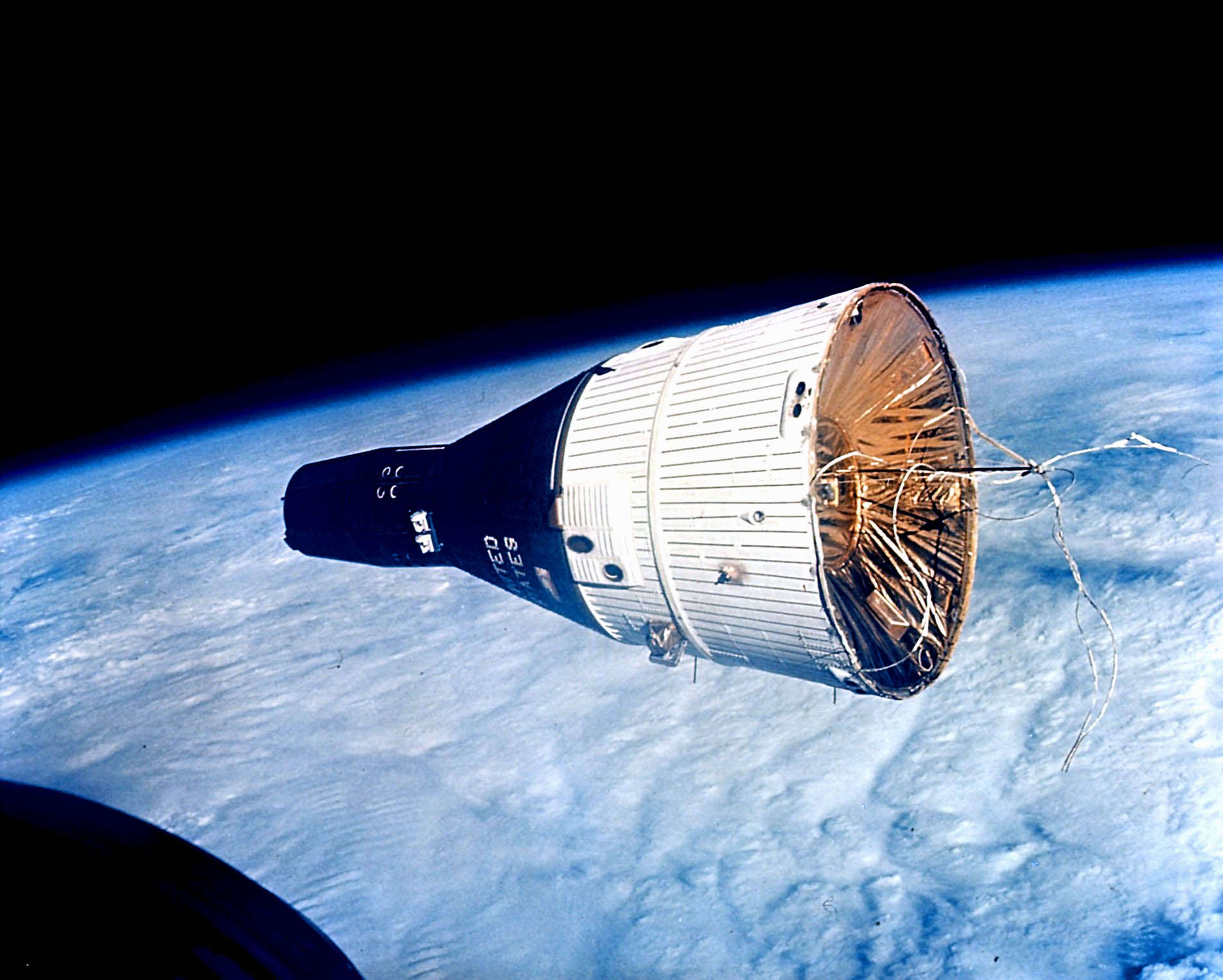
De Gemini 7, gefotografeerd vanuit Gemini 6.

Op 18 oktober 1963 toonde NASA een nieuwe lichting astronauten aan de buitenwereld. Deze zouden samen met de eerste groep het Gemini-programma uitvoeren. Hiertoe behoorden onder meer Michael Collins en Buzz Aldrin.

## Financiering

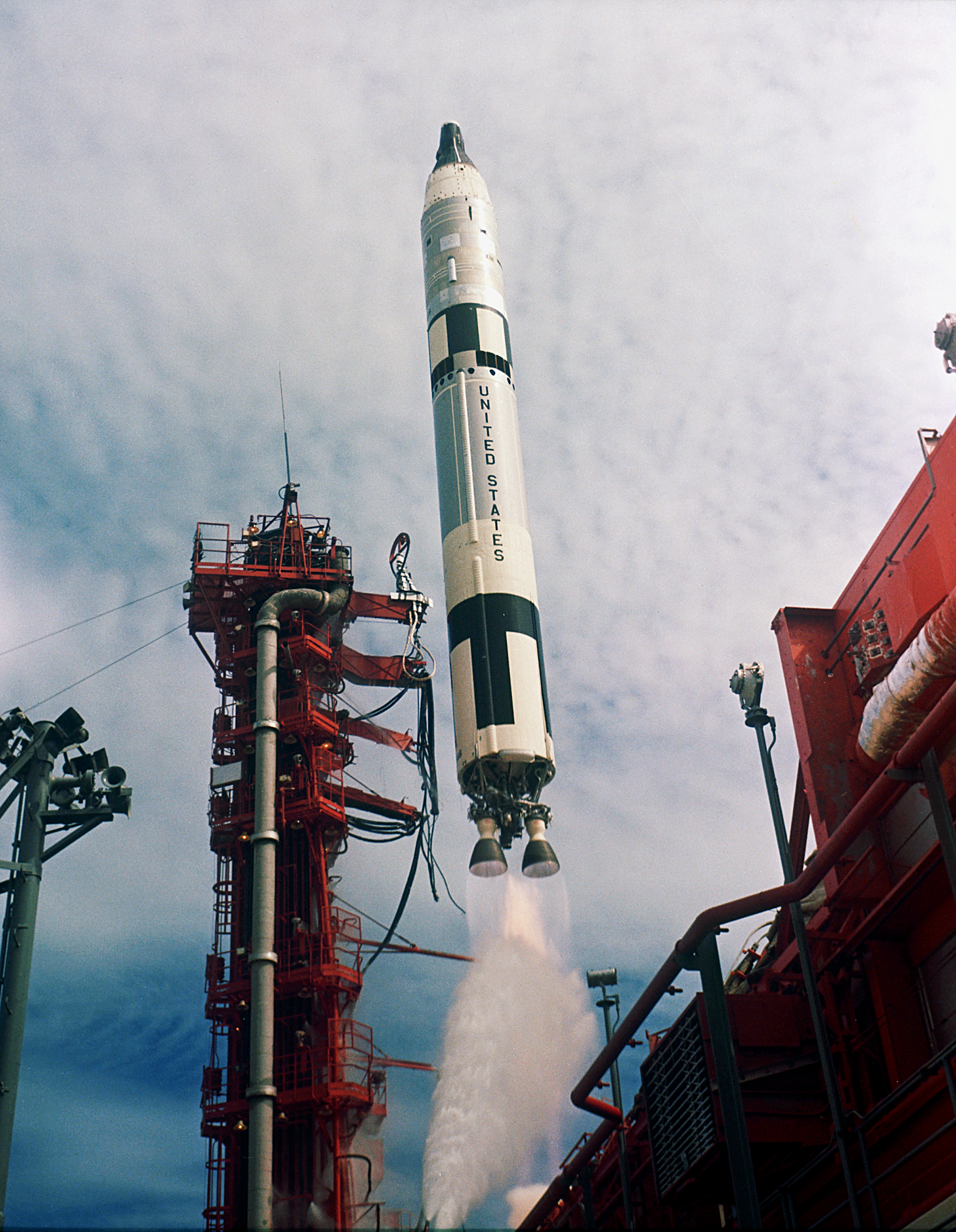
Een Titan II stijgt op met Gemini 11.

### Congres in het ongewisse gelaten
De financieel verantwoordelijke figuren in het Congres beseften allerminst dat NASA eigenlijk aan een geheel nieuw project was begonnen. Dat hoefde ook niet: voor de benodigde 75 miljoen dollar in 1962 voor de start van dit programma schoof NASA met geld binnen de organisatie. De algemeen heersende opinie was, dat een "opgevoerde" Mercury-capsule de klus wel aan zou kunnen en zowel qua tijd als financiering geen ongewenste verrassingen waren te verwachten.
In de herfst van dat jaar sloeg de stemming echter om. Het nieuwe programma stond amper in de steigers of de eerste tegenslagen dienden zich aan. De hoop dat men een groot deel van de technische systemen van de Mercury-capsule kon overzetten naar de nieuwe Gemini-capsule bleek ijdel. De ontwikkelkosten voor zowel draagraket als capsule namen hierdoor evenredig toe.

### Kosten rijzen de pan uit
In december 1961 begrootte NASA de kosten voor een aangepaste versie van de Titan II-draagraket op 113 miljoen dollar; in maart 1962 hield ze al rekening met een bedrag van 164 miljoen. De LGM-25C-Titan II, een ICBM, moest met tal van reservesystemen worden toegerust om hem geschikt te maken voor bemande vluchten. De Agena-doelraket, die gebruikt zou worden tijdens rendez-vous, kostte in mei 1961 nog 88 miljoen dollar. In december van dat jaar ging NASA al uit van minimaal 106 miljoen.
Maar dit was nog niets vergeleken met de ellende die de ontwikkeling van de capsule zelf veroorzaakte. De oorspronkelijke raming was 240,5 miljoen dollar - in december 1961 welteverstaan. In mei 1962 maakte de McDonnell-fabriek tijdens onderhandelingen kenbaar dat de Gemini aanzienlijk kostbaarder uitviel dan verwacht: 391,6 miljoen dollar. In augustus 1962 vermeldde de offerte van de bouwer al 498,8 miljoen, meer dan het dubbele van het oorspronkelijke bedrag. Tijdens een nieuwe onderhandelingsronde met het mes op tafel zakte de prijs naar 464,1 miljoen dollar. Intussen steeg de prijs van de Titan II naar 172,61 miljoen.
Op 12 mei 1962 werd duidelijk dat NASA nog over onvoldoende gegevens beschikte voor een algeheel kostenplaatje. De kosten rezen echter toen al de pan uit en het eind was nog niet in zicht. In plaats van 529,5 miljoen dollar ging NASA nu uit van minstens 744,3 miljoen.

### Financiële problemen, president Kennedy houdt poot stijf
Het Congres kwam slechts traag met goedkeuring af voor de begroting van 1963, bovendien joegen de gecontracteerde bedrijven het geld er veel sneller doorheen dan waar rekening mee was gehouden. In eerste instantie zou Gemini gemiddeld 11 miljoen per maand kosten, maar in praktijk bleek dit 15 miljoen. Zodoende kwam de financiering van het gehele programma in gevaar.
Op 28 september 1962 werd tijdens een ingelaste vergadering duidelijk dat het Gemini-programma weleens 925 miljoen dollar kon gaan kosten. Dit was een groot probleem want het fiscaal jaar 1963 begon al in juli 1962. Bovendien stond door het schuiven met geld Gemini niet eens in de begroting van 1962. Op 14 augustus werd de begroting vastgelegd maar officiële goedkeuring kwam pas op 25 september. NASA moest het doen met 3,77 miljard dollar. Dit was 70 miljoen minder dan in de begroting stond en 113 miljoen minder dan waar NASA om had gevraagd. In plaats van jaarlijkse goedkeuring moesten alle afdelingen nu maandelijks hun uitgaven verantwoorden, hetgeen tot grote problemen bij onderaannemers leidde. Plannen om noodzakelijke bezuinigingen te verdelen over zowel Apollo als Gemini kregen geen instemming in Washington: het Gemini-programma diende alle kostenbesparingen op te hoesten. President Kennedy wees NASA's verzoek om meer geld af. Uiteindelijk kwamen de totale kosten van het Gemini-programma uit op 1,28 miljard dollar. Het viel daarmee bijna 2½ maal zo duur uit als oorspronkelijk begroot.
Er volgde een wisseling van de wacht. De nieuwe baas besloot dat er niet één maar twee proefvluchten noodzakelijk waren. Oorzaak waren de aanhoudende problemen met de Titan II, bovendien heerste twijfel of de capsule zelf tijdig gereed was.

## Opbouw

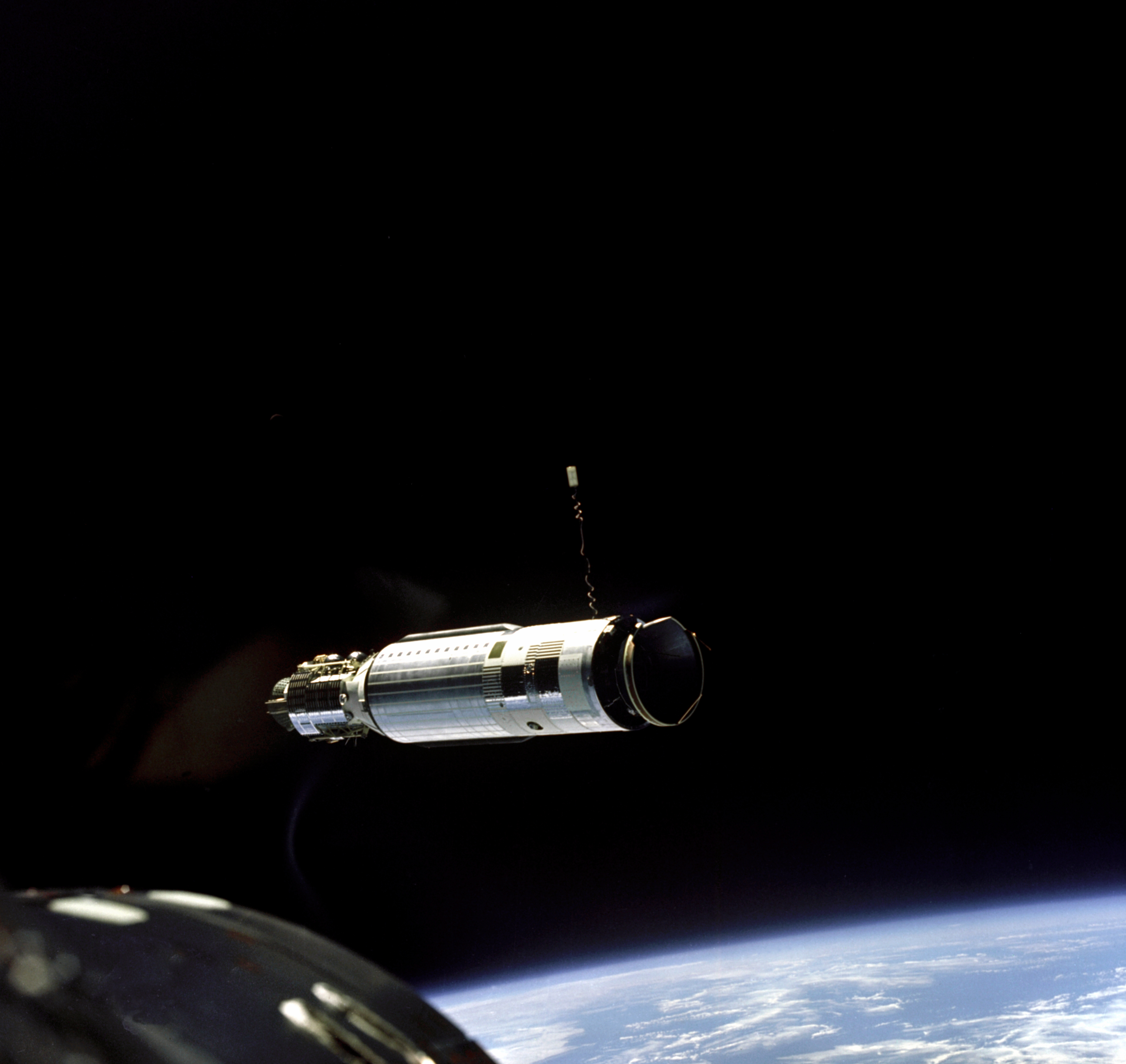
De Agena-doelraket van Gemini 8. Hoewel Armstrong en Scott een geslaagde koppeling uitvoerden, eindigde hun vlucht in een noodlanding.

### Vorm, afmetingen en massa
De Gemini had een conische vorm en bestond uit twee gedeeltes: de capsule zelf en een aansluitstuk.
Het aansluitstuk had de vorm van een afgeknotte piramide met een hoogte van 2,286 m bij een diameter van 3,048 m aan de basis, afnemend tot 2,286 m waar het aan de capsule was bevestigd. De capsule had eveneens een afgeknotte piramidevorm, die aan de basis 2,286 m mat en afnam tot 0,982 m bovenaan. Hierop zat een bovenstuk van 0,746 m met een platte bovenkant. De capsule had een hoogte van 3,45 m, waardoor het gehele vaartuig 5,736 m hoog uitviel. De massa van de capsules liep uiteen van 3236,9 tot 3798,4 kg.
Bij calamiteiten tijdens lancering kon de bemanning geen beroep doen op een ontsnappingstoren: in plaats daarvan was Gemini uitgerust met twee schietstoelen. Een Gemini moest tot twee weken in de ruimte kunnen verblijven en was dus een stuk zwaarder dan een Mercury. De tijdens Mercury-vluchten gebruikte Atlas-raket kon dit gewicht niet aan en NASA koos daarom voor een krachtiger intercontinentale raket: de Titan II. Deze geschikt maken voor bemande vluchten leverde NASA veel kopzorgen op. De variant van de Titan II die door de aanpassing werd gecreëerd werd bekend als de Titan II-GLV. GLV stond voor Gemini Launch Vehicle.

### Capsule
De terugkeercapsule bestond hoofdzakelijk uit een onder druk staande cabine van 2,25 m³ met daarin de twee astronauten op schietstoelen, de controlepanelen en overlevingsapparatuur. Ze keken door kleine vensters in twee grote (naar buiten openklappende) luiken naar buiten. Een gebogen siliconen elastomeren ablatief hitteschild was onderaan bevestigd. De capsule was hoofdzakelijk opgetrokken uit titanium en een nikkellegering, bedekt met beryllium. Bovenin bevonden zich het controlesysteem voor de terugkeer, de remparachutes, de uitrusting voor het uitvoeren van een rendez-vous en uitrusting voor de bergingsploeg.
Naast isolatiedekens voor bescherming tijdens terugkeer beschikte de terugkeercapsule aan de onderkant over panelen van René 41. Dit is een tegen hoge temperaturen bestendige nikkellegering (naast nikkel bestaat het uit chroom, kobalt, molybdeen, titanium en aluminium; verder kleine hoeveelheden boor, koolstof, ijzer, siliciumdioxide en mangaan). Aan de bovenkant waren berylliumpanelen aangebracht.

### Aansluitstuk

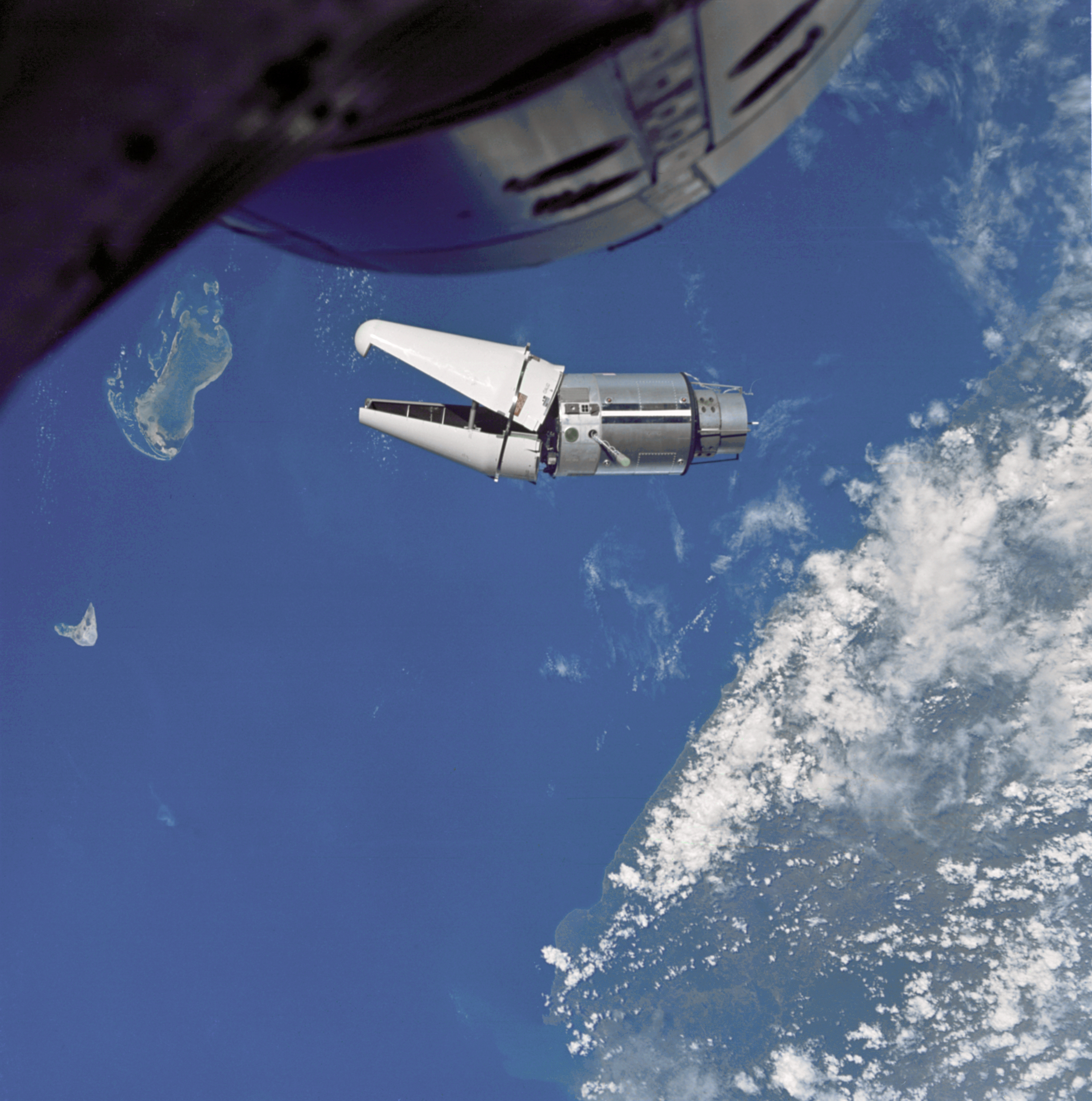
Grote teleurstelling: een achtergebleven beschermkap van de ATDA verhindert aankoppelen door Gemini 9A.

Het aansluitstuk zelf bestond uit magnesiumsteunen en een uit een aluminiumlegering vervaardigd frame, bedekt door een metalen huid. Het was onderverdeeld in een gedeelte voor de remraketten en een deel voor de technische uitrusting. Hierin bevonden zich de voortstuwingssystemen en brandstoftanks. Het was door middel van een glasvezel honingraatpanelen schild van het gedeelte met de remraketten gescheiden.
Dat aansluitstuk herbergde alle niet in de capsule noodzakelijke apparatuur. Het voorstuk van de capsule was cilindervormig om koppeling met andere ruimtevaartuigen mogelijk te maken en bood plaats aan de remparachute en een standregelsysteem. Dit bestond uit twee groepen van ieder acht straalpijpjes die ieder 5,2 N stuwkracht leverden. 
De Gemini gebruikte, net als de Mercury, een atmosfeer van zuivere zuurstof onder een druk van 35 kPa. Achterop zat het hitteschild bevestigd om de bemanning te beschermen tegen de wrijvingswarmte tijdens terugkeer naar de Aarde. Voor dit hitteschild zaten vier remraketten op vaste brandstof in bolvormige tanks, net als bij Mercury (die had er slechts drie). Deze leverden elk een stuwkracht van 11.070 N met als brandstof polysulfide ammoniumperchloraat. Het achterstuk beschikte over acht standregelpijpjes met 111 N stuwkracht, twee remregelpijpjes van 348 N en zes manoeuvreerpijpjes die 444 N stuwkracht leverden. Zowel standregeling als stuurraketjes benutten een hypergool brandstofmengsel methylhydrazine en distikstoftetraoxide met als drijfgas helium onder een druk van 19.000 kPa.

### Energie
Het elektrische systeem maakte gebruik van 22 tot 30 volt gelijkstroom, geleverd door drie zilver/zinkaccu's gedurende de vlucht. Tijdens terugkeer in de dampkring en de periode na de landing namen vier zilver/zinkaccu's van 45 Ah het over.

### Communicatie
De radioverbinding vond plaats via een 3 W sterke zender/ontvanger via staafantennes op een frequentie van 296,9 MHz. Een 5 W sterke zender/ontvanger op 15,016 MHz diende als reserve. Telemetrie verzond Gemini via drie kanalen: één om direct gegevens door te seinen, één om gegevens na pas verloop van tijd over te seinen en de derde diende als reserve.

### Radar
Twee radars van 1000 en 600 W spoorden tijdens naderingsmanoeuvres het andere ruimtevaartuig op. Verder beschikte Gemini over een radiobaken van 250 mW.

### Terugkeer naar de Aarde
De Gemini ontstak zijn remraketten en wierp die na uitbranden af. Een standregelsysteem van 16 straalpijpjes met elk 5,2 N stuwkracht hield de capsule in de juiste positie.
Vervolgens schoot op 15 km hoogte een loodsparachute naar buiten met een diameter van 2,4 m. Op 3230 m liet de bemanning deze los en ontplooide de remparachute van 5,5 m diameter zich. Nog eens 2,5 seconde later maakte de capsule een 25,6 m grote ring-sailparachute vrij, die ervoor zorgde dat de Gemini op het water bleef drijven. Hierna plonsde de capsule onder een hoek van 35° in het water. Een hoogfrequent radiobaken leidde de bergingsploegen naar hun doel tijdens het opvissen.

## Lijst vanGemini-lanceringen

### Bemande lanceringen
| Missie    | Massa (kg) | Lancering         | Bemanning                        | Duur                                       | Landing           | Bijzonderheden                                                                                                |
| --------- | ---------- | ----------------- | -------------------------------- | ------------------------------------------ | ----------------- | --- |
| Gemini 3  | 3236,9     | 23 maart 1965     | Virgil Grissom & John Young      | 4 uur, 52 minuten en 31 seconden           | 23 maart 1965     | bemande proefvlucht                                                                                           |
| Gemini 4  | 3574       | 3 juni 1965       | James McDivitt & Edward White    | 4 dagen, 1 uur, 56 minuten en 12 seconden  | 7 juni 1965       | eerste Amerikaanse ruimtewandeling                                                                            |
| Gemini 5  | 3605       | 21 augustus 1965  | Gordon Cooper & Charles Conrad   | 7 dagen, 22 uur, 55 minuten en 14 seconden | 29 augustus 1965  | medische test maanvlucht, rendez-vous met uitgezet satellietje afgelast                                       |
| Gemini 6A | 3546       | 15 december 1965  | Walter Schirra & Thomas Stafford | 1 dag, 1 uur, 51 minuten en 24 seconden    | 16 december 1965  | explosie in doelraket, rendez-vous met Gemini 7                                                               |
| Gemini 7  | 3663       | 4 december 1965   | Frank Borman & James Lovell      | 13 dagen, 18 uur, 35 minuten en 1 seconde  | 18 december 1965  | rendez-vous met Gemini-6                                                                                      |
| Gemini 8  | 3789       | 16 maart 1966     | Neil Armstrong & David Scott     | 10 uur, 41 minuten en 26 seconden          | 16 maart 1966     | koppeling met Agena mislukt, geslaagde noodlanding                                                            |
| Gemini 9A | 3750       | 3 juni 1966       | Thomas Stafford & Eugene Cernan  | 3 dagen, 20 minuten en 50 seconden         | 6 juni 1966       | mislukte Agena-lancering, koppeling met reserve-ATDA mislukt door achtergebleven beschermkap, ruimtewandeling |
| Gemini 10 | 3762       | 18 juli 1966      | John Young & Michael Collins     | 2 dagen, 22 uur, 46 minuten en 39 seconden | 21 juli 1966      | geslaagde koppeling met Agena, ruimtewandeling ingekort                                                       |
| Gemini 11 | 3798,4     | 12 september 1966 | Charles Conrad & Richard Gordon  | 2 dagen, 23 uur, 17 minuten en 8 seconden  | 15 september 1966 | geslaagde koppeling, ruimtewandeling met behulp van collega afgebroken, eerste automatische landing           |
| Gemini 12 | 3762,1     | 11 november 1966  | James Lovell & Buzz Aldrin       | 3 dagen, 22 uur, 34 minuten en 31 seconden | 15 november       | drie ruimtewandelingen                                                                                        |

### Onbemande lanceringen
| Missie                  | Massa (kg) | Lancering         | Duur                     | Datum terugkeer   | Bijzonderheden |
| ----------------------- | ---------- | ----------------- | ------------------------ | ----------------- | --- |
| Gemini 1                | 5170       | 8 april 1964      | 4 uur 50 minuten         | 12 april 1964     | proefvlucht van draagraket en capsule tijdens 3 omlopen, verbrand in atmosfeer                                                      |
| Gemini 2                | 3133,9     | 19 januari 1965   | 18 min 16 s              | 19 januari 1965   | proefvlucht (vooral hitteschildtest) van capsule, neergekomen 26 km van beoogd landingspunt.                                        |
| Gemini 5 Evaluation Pod | 34,5       | 21 augustus 1965  | -                        | -                 | gelanceerd met Gemini 5, mislukte proef                                                                                             |
| Gemini 6 Target         | 3261       | 25 oktober 1965   | 6 minuten en 16 seconden | 25 oktober 1965   | mislukte Agena-lancering, raket op grote hoogte geëxplodeerd                                                                        |
| Gemini 8 Target         | 3175       | 16 maart 1966     | 10 dagen                 | 14 september 1967 | Agena-doelraket, koppeling met Gemini 8 afgebroken, accu's uitgeput na 10 dagen, passief doel voor Gemini 10, verbrand in atmosfeer |
| Gemini 9 Target A       | 3252       | 17 mei 1966       | 7 minuten en 16 seconden | 17 mei 1966       | mislukte Agena-lancering, in zee neergestort                                                                                        |
| Gemini 9 Target B       | 794        | 1 juni 1966       | tm                       | 10 juni 1966      | Vervangende ATDA voor mislukte Agena-lancering. Koppeling mislukt door achtergebleven beschermkap, verbrand in atmosfeer            |
| Gemini 10 Target        | 3175       | 18 juli 1966      | 2 dagen                  | 29 december 1966  | Agena-doelraket, geslaagde koppeling, verbrand in atmosfeer                                                                         |
| Gemini 11 Target        | 3175       | 12 september 1966 | 2 dagen                  | 30 december 1966  | Agena-doelraket, geslaagde koppeling, verbrand in atmosfeer                                                                         |
| Gemini 12 Target        | 3175       | 11 november 1966  | 2 dagen                  | 23 december 1966  | Agena-doelraket, geslaagde koppeling, verbrand in atmosfeer                                                                         |

## Doelraketten

### Agena
Agena’s waren bovenste rakettrappen die normaliter werden gebruikt als tweede trap van de Atlas-raket om satellieten in de ruimte af te zetten. Dikwijls bleven ze na de lancering aan een satelliet gekoppeld als servicemodule. Ze waren ook onderdeel van de draagraketten van het type Titan IIIB, Thor-Agena en Thorad-Agena.
Voor het Geminiprogramma werd de Agena-D gebruikt als aankoppelingsdoel en motor.
Deze raket kon de Gemini met zijn eigen motor in een andere baan brengen. De Gemini 10 had twee doelwitten: de Agena 10 en Agena 8 (doel van Gemini 8). Na koppeling met het eigen doel ontstak de Agena zijn motor om de Gemini/Agena-combinatie in een andere baan te brengen. Dit was de eerste keer dat hiervoor de Agena werd benut en zeker niet zonder risico. Maar er volgden hierna nog slechts twee vluchten en NASA kreeg haast. Astronaut Collins moest trouwens verscheidene onderdelen van Agena 8 demonteren.

### ATDA
Dit was een noodmaatregel die NASA achter de hand hield als reserve. In het geval van Gemini 9A bleef echter een beschermkap aan de ATDA hangen, zodat de koppelingskraag onbereikbaar werd.

### Minisatelliet
De Gemini 5 zette een minisatellietje uit, maar door een probleem met de brandstofcellen van de capsule werd een rendez-vous hiermee afgelast.

## Conclusie

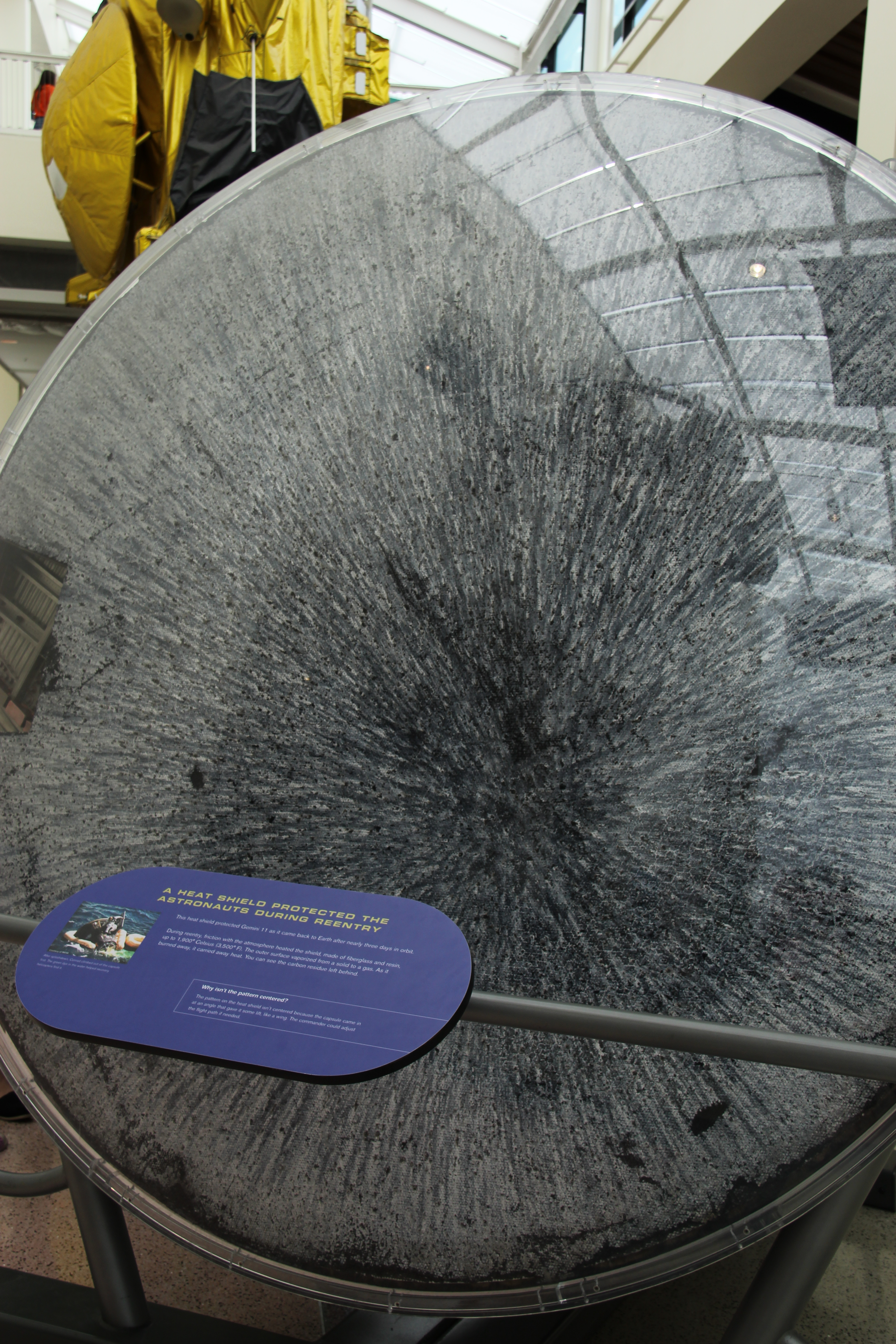
Het hitteschild van Gemini 11

Op 1 en 2 februari 1967 maakte NASA tijdens de Gemini-conferentie de balans op van dit ruimtevaartprogramma. Technici gaven onder meer uitleg over de bereikte resultaten betreffende ruimtewandelingen, wetenschappelijke proeven en medische problemen. De astronauten vertoefden in totaal 1939 uur, 44 minuten en 8 seconden in de ruimte en maakten 2400 opnamen. De vluchtduur varieerde van vijf uur tot twee weken. Er werden twee onbemande lanceringen uitgevoerd; van de Agena's slaagden vier van de zeven lanceringen. Tien bemanningen verlieten de Aarde en keerden allen veilig terug. De meeste vluchten ondervonden slechts kleinere problemen, alleen Gemini 8 resulteerde in een noodlanding door storing in de standregeling. Al met al sloot Gemini de balans echter positief af.
Het einde van dit programma kwam niets te vroeg. Het grote (belastingbetalend) publiek wachtte op de eerste maanlanding en werd ongeduldig. Waar bleef Apollo? De ruimtevaartorganisatie had dus haast maar maakte daardoor fouten. Op 27 januari 1967 wees het noodlot NASA op meedogenloze wijze terecht.